# Majanski (jezična porodica)
Majanski jezici, jezična porodica američkih Indijanaca raširena na jugu Meksika po državama Yucatán, Chiapas, Tabasco, i susjednim predjelima Gvatemale, Belizea i Hondurasa. Pripadnici ove jezične obitelji u povijesti su poznati kao graditelji visoke civilizacije Maja. 
Majanska jezična porodica (Mayan), dijeli se na više skupina ili potporodica, po jednoj klasifikaciji (5): Ch'ol-Tzotzil, Huastecan, Yucatecan, Chujean-Kanjobal u Quichean-Mamean. Plemena što su služila, ili se još služe, jezicima ove porodice su: Aguacatec, Cakchiquel, Chicomuceltec, Chol (Ch'ol), Chontal, Chortí, Chuje (Chuj), Cruzob, Huastec, Icaiche, Itzá, Ixil, Jacaltec, Kanjobal, Kekchí, Lacandón, Mame (Mam), Mopán, Motozintlec, Pokomam, Pokonchi (Pokomchí), Quiché (uključuju i stara plemena: Tamub i Ilocab; Rabinal), Sakapulteco, Sipakapense, Tacaneco, Tectiteco (Teco), Tojolabal, Toquegua, Tzotzil (uključujući i plemena Zinacanteco i Chamula), Tuzantec, Tzeltal, Tzutuhil, Uspantec, Yucatec (Maya vlastiti).

## Vanjske poveznice
- Language Family Trees: Mayan
- Mayan family
- Mayan Life
- Mayan Culture  Arhivirana inačica izvorne stranice od 4. svibnja 2006. (Wayback Machine)
- Tronco Mayense